# The Messenger: The Story of Joan of Arc
The Messenger: The Story of Joan of Arc is een Franse film uit 1999 van regisseur Luc Besson.

## Verhaal
Frankrijk is in oorlog met Engeland als Jeanne d'Arc zich meldt aan het Franse hof. Zij is een jong meisje, dat meent een goddelijke boodschap voor de Dauphin te hebben. Deze is zo onder de indruk van Jeanne, dat hij haar het bevel over het Franse leger geeft. Jeanne leidt het leger naar de overwinning in Orléans en later in andere plaatsen, waarop de Dauphin in Reims tot koning van Frankrijk gekroond wordt. Na deze overwinningsroes volgt een teleurstelling wanneer Jeanne met te weinig troepen tevergeefs Parijs probeert in te nemen. Door verraad wordt ze vervolgens gevangengenomen door de Bourgondiërs, die haar aan de Engelsen overleveren. Ze wordt dan aangeklaagd voor een kerkelijke rechtbank onder leiding van Cauchon wegens ketterij. Tijdens het proces wordt ze in de gevangenis bezocht door het "Geweten". Aanvankelijk weerstaat ze haar aanklagers, maar na een reeks listen lukt het uiteindelijk haar schuldig te bevinden en te verbranden als heks.

## Rolbezetting
| Acteur             | Personage             |
| ------------------ | --------------------- |
| Milla Jovovich     | Jeanne d'Arc          |
| Faye Dunaway       | Yolande van Aragón    |
| John Malkovich     | Karel VII             |
| Tchéky Karyo       | Jean de Dunois        |
| Vincent Cassel     | Gilles de Rais        |
| Pascal Greggory    | de hertog van Alençon |
| Richard Ridings    | La Hire               |
| Timothy West       | Pierre Cauchon        |
| Desmond Harrington | Jean d'Aulon          |
| Andrew Birkin      | John Talbot           |
| Gina McKee         | Hertogin Bedford      |
| Dustin Hoffman     | "het Geweten"         |
| Joseph Malerba     | Beaurevoir's wachter  |
| Vincent Regan      | Buck                  |